# マカロフ (サハリン州)
座標: 北緯48度38分00秒 東経142度48分00秒 / 北緯48.6333度 東経142.8度
マカロフ（ロシア語：Мака́ров （マカーロフ））は、ロシア・サハリン州にある沿岸の都市。サハリン島の東岸、州都ユジノサハリンスクから北へ185kmのところに位置する。座標は北緯48.6333度、東経142.8度。日本統治時代（1905年 - 1945年）の知取町（しるとるまち）にあたる。マカロフの人口は、1989年に行われた国勢調査で 11,351人を数えたが、2014年全ロシア国勢調査では6,525人に減少した。
日本時代の詳細については、「知取町」の項目を参照のこと。

## 概要
マカロフ川の河口に位置する。1892年に設立され、サハリン南部が樺太として日本領であった1905年から1945年の間は、知取町（しるとるまち）と呼ばれていた。第二次世界大戦末期の1945年にソ連が占領し、1946年、帝政ロシア時代の海軍軍人であったステパン・マカロフに因んで、現在のマカロフという名称に変更された。

## 産業
ソビエト連邦時代には、製紙業と鉱業が盛んであった。